# Охорона довкілля в процесі користування нафтогазоносними надрами

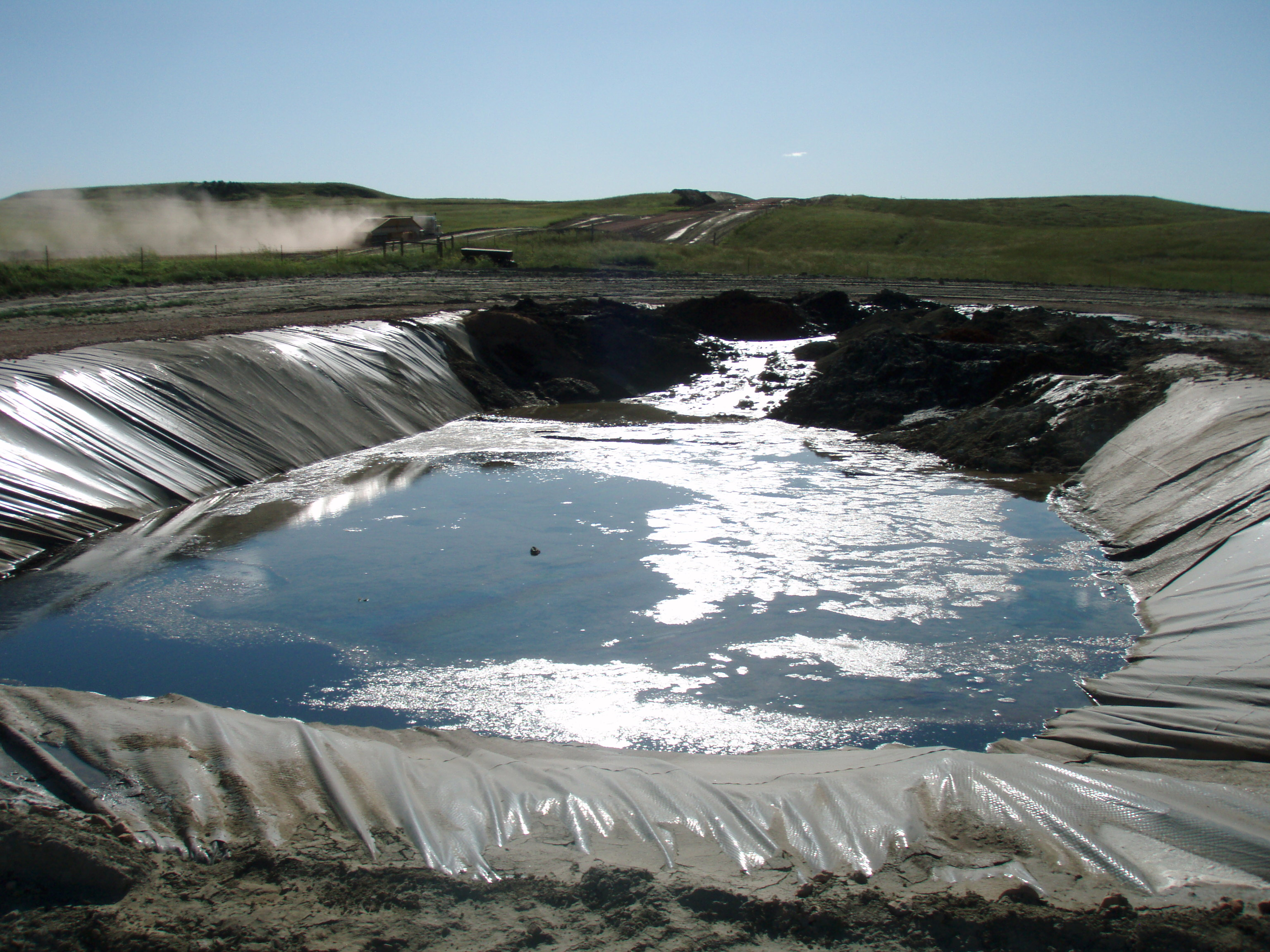
Шламовий амбар з плівковим протифільтраційним екраном на нафтовій буровій.

Охоро́на довкі́лля в проце́сі кори́стування нафтогазоно́сними на́драми (рос. охрана окружающей среды в процессе пользования нефтегазоносными недрами; англ. environmental protection during the use of oil and gas resources, нім. Umweltschutz m unter den Begingungen der Ausbeutung von erdöl- und erdgasführenden Bodenschätzen) — оберігання від знищення, завдавання шкоди, руйнування навколишнього середовища. 
Суб'єкти господарської діяльності незалежно від форм власності, що здійснюють користування нафтогазоносними надрами, видобування, транспортування, зберігання, переробку та реалізацію нафти, газу та продуктів їх переробки, повинні дотримуватися вимог законодавства про охорону довкілля, нести відповідальність за його порушення і здійснювати технічні, організаційні заходи, спрямовані на зменшення шкідливого впливу на нього. Проекти на проведення геологорозвідувальних робіт на землях природоохоронного, оздоровчого, рекреаційного та історико-культурного призначення підлягають обов'язковій екологічній експертизі. 
Ліквідацію аварійних викидів нафти і газу, пластової води із свердловин здійснюють користувачі нафтогазоносними надрами, які проводять буріння розвідувальних та експлуатаційних нафтових і газових свердловин, а також розробку нафтових і газових родовищ та експлуатацію підземних газових сховищ. Надрокористувачі повинні укладати зі спеціальними підрозділами із запобігання та ліквідації відкритих нафтових і газових фонтанів угоди на виконання ними інспекційно-профілактичних і аварійних робіт. Для забезпечення безпеки населення, що проживає в районі розташування об'єктів нафтогазової галузі, встановлюються охоронні та санітарно-захисні зони, розміри і порядок використання яких визначається чинним законодавством та проектами цих об'єктів, затвердженими у встановленому порядку.